# SEIKOワールドドキュメント
『SEIKOワールドドキュメント』（セイコーワールドドキュメント）は、1983年10月7日から1984年3月30日まで日本テレビ系列局で放送されていた日本テレビ製作のドキュメンタリー番組である。服部セイコー（現・セイコーグループ）の一社提供。放送時間は毎週金曜 22:00 - 22:54 （日本標準時）。

## 概要
松下電器（現・パナソニック）グループの単独提供で放送されていた『Nationalドキュメンタリー特集』のリニューアル版で、スポンサーの変更を受けて改題した。前番組と同様に、海外の土地や人間などを取り上げていた。
番組の終了後、服部セイコーは土曜22:00枠でスタートした『SEIKOグルメワールド 世界食べちゃうぞ!!』のスポンサーに付いた。